# Ath Mansour
Pour les articles homonymes, voir Beni Mansour.
Ath Mansour (anciennement Taourirt) est une commune algérienne de Kabylie, dans la wilaya de Bouira, à 46 km à l'est de Bouira et à 101 km au sud-ouest de Béjaïa. La région est peuplée majoritairement de kabyles.
La commune est située à l’extrême est de la wilaya de Bouira, à la frontière des wilayas de Bordj BouArreridj et de Béjaïa, et fait partie de la daïra de M'Chedallah aux côtés de Chorfa, Hanif et Raffour.

## Villages de la commune
La commune d'Ath Mansour est composée de trois villages :
- Taourirt (Thawrirth), chef-lieu de la commune contient : Taourirt (plus grande province : ouzoughen, thazdeghth, inzel, ath abdellah,thikhoubay,), 2/Thighilt (IHASSIWEN), 3/ Ath Zeggane.
- Ath Bouali.
- Rodha (Aroudha) Est du village.

## Histoire
Le chef-lieu de la commune Ath Mansour est Taourirt, nom que portait la commune jusqu'en 1990. Ce nom est cité dans le livre d'Ibn Khaldoun Histoire des Berbères et des dynasties musulmanes de l'Afrique septentrionale et Mouloud Gaïd relate dans son livre Les Berbères dans l'histoire l'incendie provoqué par les soldats de l'administration coloniale dans les 3 villages constituant les Ath Mansour à l'époque, à savoir, Taourirt, Thighilt et Ath-Zegane.
Martyrs exécutés à M'chedallah :
Le village a connu un épisode sanglant durant la guerre d’Algérie lorsque 18 villageois ont été exécutés par l'armée française soupçonnés de rejoindre le maquis [pas clair][réf. souhaitée].
La région a vu aussi beaucoup de ces enfants mourir dans des combats durant la guerre en plus des victimes civiles.[réf. souhaitée].
Centre de torture El Bordj ou Omar :
Durant la Guerre d’Algérie, l'administration coloniale française avait créé un centre de torture à Ath Mansour situé sur une colline du village d'Ath Vouali, à l'est de la commune. Le centre est actuellement érigé en monument historique.

## Économie
Le développement de la commune s'appuie sur deux activités économiques principales: l'exploitation minière et l'agriculture.
Le gisement minier est exploité, soit par l’extraction et le taillage de la pierre bleue, soit par des carrières de production d’agrégats. Le nombre excessif de ces carrières à un effet nocif sur la santé de la population[réf. souhaitée]. Sa grande richesse réside dans la pierre[Laquelle ?] avec toutes ses sortes (bleus, rouge, jaune, etc.), taillée ou non, elle se vend un peu partout dans le monde entier et sur le territoire national algérien (Aith Mansour est l'unique commune qui en possède)[réf. nécessaire].
Pour l'agriculture, Ath Mansour est connue pour ses pêches, vendues sous le label d'Ath Mansour dans l'Algérie entière et à l'étranger (lkhoukh nath Mansour). Elle produit aussi une grande quantité d'huile d'olive, qui est parmi les meilleures huiles en Algérie vu sa pureté et sa richesse.[réf. nécessaire]

## Élections locales du 23 Novembre 2017
Cinq listes ont participé aux élections municipales pour accéder à l'assemblée populaire Ath Mansour
| Parti | Tête de liste     | Nombre de sièges obtenus | Représentant à l'APC |
| ----- | ----------------- | ------------------------ | --- |
| FFS   | A/Aziz SLIMANI    | Deux (02)                | - Slimani Abdelaziz - Bara Laziz |
| FLN   | Ahmed SADI        | Cinq (05)                | - Sadi Ahmed - Ahmadache Karim - Akkouche Boubekeur - Lefdel Hichem - Hassen Ahmed.                                                                              |
| MPA   | Nouredine HERMALI | Zero (00)                | |
| RCD   | Youcef AMRANE     | Huit (08)                | - Le président : Amrane Youcef - Ousdidene Farid - Merzouk Ahcen - Akkouche Meziane - Benmira Abdennour - Abdi Mohand Ameziane - Bouyahia Ahmed - Ferradj Mourad |
| RND   | Hilel MEssaoudi   | Zero (00)                | |

Liste Nominative des élus de l’APC Ath Mansour 2017/2022:
Du RCD :
- Le président : Amrane Youcef
- Ousdidene Farid
- Merzouk Ahcen
- Akkouche Meziane
- Benmira Abdennour
- Abdi Mohand Ameziane
- Bouyahia Ahmed
- Ferradj Mourad

Du FFS :
- Slimani Abdelaziz
- Bara Laziz

Du FLN :
- Sadi Ahmed
- Ahmadache Karim
- Akkouche Boubekeur
- Lefdel Hichem
- Hassen Ahmed[5].